# Scoparia semiamplalis
Scoparia semiamplalis is een vlinder uit de familie grasmotten (Crambidae). De wetenschappelijke naam is voor het eerst geldig gepubliceerd in 1905 door Warren.
De soort komt voor in Europa.